# XI Brigada Internacional
La XI Brigada Internacional —también conocida como Brigada Thälmann o Thaelmann— fue una de las Brigadas Internacionales que combatieron en defensa de la legalidad republicana contra los sublevados el 17 y 18 de julio de 1936 en la guerra civil española. Debe su nombre a Ernst Thälmann, histórico líder del Partido Comunista de Alemania durante la República de Weimar. Estaba formada mayormente por ciudadanos alemanes y austríacos. Participó en las batallas más importantes de la guerra, teniendo sus intervenciones más famosas en la Ciudad Universitaria de Madrid y en Guadalajara (1937). El 22 de septiembre de 1938, tras la retirada oficial de los internacionales por orden del presidente del gobierno republicano Juan Negrín, la brigada fue reorganizada completamente como una Brigada Mixta española, aunque todavía mantuvo un significativo número de interbrigadistas entre sus filas hasta el final de la guerra.

## Orígenes
Fue la primera Brigada internacional en constituirse como tal, el 22 de octubre de 1936 en La Roda (Albacete). Se formó en base al encuadramiento de los voluntarios internacionales que hasta entonces se habían apuntado a las Brigadas Internacionales. Las unidades originales que constituían la brigada fueron el batallón alemán Edgar André, el francés Comuna de París y el italiano Garibaldi, a los que un poco más tarde se les añadiría durante el periodo de instrucción el Dombrowski. Posteriormente se unió, como cuarto batallón de la brigada, el español Asturias-Heredia. Dirigida en un principio por Jean-Marie François, este fue sustituido muy pronto por Manfred Stern (General Kléber), el jefe más carismático de la XI Brigada. Como comisario político tuvo al italiano Giuseppe Di Vittorio (Nicoletti).

## Historial de operaciones

### Defensa de Madrid
La XI Brigada Internacional (que entonces contaba solo con 1900 hombres aproximadamente) fue enviada inmediatamente a Madrid, que se encontraba bajo la amenaza del ataque del Ejército de África. La noche del 8 de noviembre llegó a la capital y desfiló por la Gran Vía entre grandes vítores de la población. Antes de acabar el día ocupó posiciones en la Ciudad Universitaria y la Casa de Campo, donde se emplazaron los batallones Comuna de París y Edgar André, situando el centro de gravedad en el Puente de los Franceses. El batallón Dabrowski fue enviado a Villaverde en apoyo de Líster y el Quinto Regimiento. Durante diez días la brigada mantuvo en este sector encarnizados combates, haciendo pagar con sangre a los franquistas cada metro que estos ocupaban. No obstante, la penetración franquista en la Ciudad Universitaria obligó a concentrar toda la brigada en esa zona, donde empezó una sangrienta batalla. En la oscuridad del anochecer se daban órdenes en voz baja dirigidas a los hombres que habían venido a defender Madrid: Bataillon Thälmann, fertig machen!; Bataillon André Marty, descendez vite!; Garibaldi, avanti!. En el Hospital clínico, que aún se encontraba en construcción como gran parte de la Ciudad Universidad cuando comenzó la batalla de Madrid, el Thälmann subía bombas en los ascensores para que explotaran entre los marroquíes que estaban en el piso inmediato. Mientras, una Compañía de polacos del Dabrowski resistía en la Casa de Velázquez del Instituto Francés hasta el último hombre.
Los combates en la Ciudad Universitaria fueron durísimos y aunque el avance del Ejército de África fue detenido, la Brigada quedó muy maltrecha, hasta el punto de tener que ser relevada por la XII Brigada Internacional y llevada a Archena para cubrir bajas y reparar los tanques. El 28 de noviembre volvió a sus antiguas posiciones y la relativa calma del frente permitió su reorganización. El batallón Thälmann de la XII Brigada pasó a la XI, que a su vez cedió a aquella el batallón Garibaldi. Kléber pasó a comandar la recién creada división de su nombre (que agrupaba la XI y la XII Brigadas Internacionales, la 3.ª, 5.ª y 10.ª Brigadas Mixtas españolas y otras fuerzas) y fue reemplazado al mando de la brigada por el alemán Hans Kahle. Inmediatamente, la brigada fue enviada a impedir la acción ofensiva franquista en la Carretera de La Coruña, atacando en el sector de la Ciudad universitaria y en cuya acción, teóricamente, murió el comisario del batallón Thälmann, Hans Beimler.

### La Carretera de la Coruña

Sello conmemorativo a Hans Kahle, que fue uno de los jefes más destacados de la brigada.

La siguiente etapa bélica fue durante los combates en Boadilla del Monte, en el marco de la Ofensiva franquista para conquistar la Carretera de la Coruña (14 al 23 de diciembre) donde, tras encarnizadas luchas, todos los batallones sufrieron importantes bajas, especialmente las del Thälmann. Los interbrigadistas del Thälmann lucharon contra los Panzer I de la Legión Cóndor y algunos miembros del cuerpo expedicionario fueron hechos prisioneros. Tras un breve periodo de descanso, siguieron nuevos combates en torno a la disputada Carretera, operando la Brigada desde Majadahonda, donde ni republicanos ni franquistas consiguieron ventaja territorial alguna, pero donde los sacrificios humanos fueron enormes. La niebla fue la gran protagonista de los combates, dando lugar a una lucha caótica. Las pérdidas ocasionadas por las continuas acciones de desgaste obligaron a la XI Brigada a una retirada a Murcia para proceder a su reorganización. Después de Navidad, los franquistas intentaron de nuevo cortar la carretera de Madrid-La Coruña y el 3 de enero de 1937 comenzó el tercer ataque contra las líneas republicanas. La unidad volvió otra vez a este sector, siendo enviados los batallones Edgar André y Thälmann a Las Rozas de Madrid mientras que el Comuna de París fue destinado a reforzar Pozuelo de Alarcón. El asalto franquista fue muy intenso pero la resistencia republicana estaba bien organizada y su moral era elevada, por lo que las ametralladoras de los Internacionales infligieron graves bajas a las filas de Orgaz. El 6 de enero, el Thälmann recibió la orden de no ceder ni un milímetro, cosa que cumplió a rajatabla y al precio de un gran número de bajas. A pesar de los duros asaltos que llevaron a cabo los tabores marroquíes contra las trincheras germanas, los alemanes no cedieron. Al día siguiente se recibió la orden de avanzar, pero la realidad era que el batallón había quedado muy mermado en efectivos. No obstante, logró contener el asalto franquista y hacer fracasar sus planes, aun a costa de graves bajas.

### El Jarama y Guadalajara
Ya consagrada por la propaganda republicana como una de las más populares unidades de las Brigadas Internacionales, cuando los franquistas atacaron en el Jarama la brigada fue trasladada rápidamente a San Martín de la Vega, donde se encontró a las tropas republicanas en franca retirada. Su vano intento de crear una línea de contención le costó sembrar de cadáveres internacionales los olivares en torno a la Casa Blanca. En los últimos coletazos de la ofensiva franquista, mientras el Thälmann y el Comuna de París lograban sostener sus posiciones, el Edgar André se desbandó y costó mucho trabajo volver a reagruparlo.

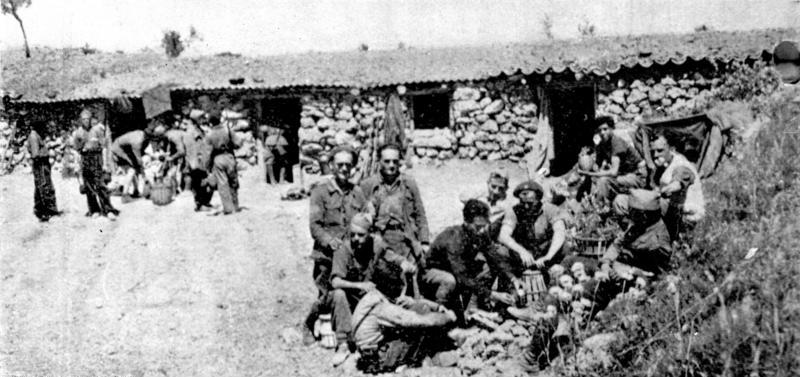
Miembros del Batallón Edgar André durante un descanso, a mediados de 1937.

Cuando los italianos del Corpo Truppe Volontarie lanzaron una ofensiva sobre Guadalajara, el 8 de marzo, la primera brigada en llegar a la zona fue la XI. Lo hizo por la Carretera N-II entre los kilómetros 83 y 97, teniendo que ceder terreno pero ralentizando enormemente el avance de los italianos. Los tanques de la división italiana Flechas Negras rompieron el sector del frente que defendía la brigada, causándole importantes pérdidas e infligiéndole un grave quebranto en la moral. Las consecuencias habrían sido peores de no ser por la intervención de Ludwig Renn, su jefe de Estado Mayor. Este reorganizó a sus hombres, quienes pudieron detener el avance italiano. Después quedó en la reserva durante la contraofensiva republicana. Al pasar Kahle al mando de la 17.ª División, el 31 de marzo, ocupó el puesto su compatriota Richard Staimer.

### La Ofensiva de Brunete
Al igual que otras brigadas internacionales, como la XII, la XIII o XV, durante la ofensiva republicana sobre Brunete la XI participó activamente en los combates, especialmente en ataques frontales sobre Quijorna y en el cruce del km 23 de la carretera de Brunete a Alcorcón. Sufrió 1000 bajas sin lograr sus objetivos finales. Hubo de retirarse a Colmenarejo, Galapagar y Torrelodones para reponer efectivos.

### En el Frente de Aragón

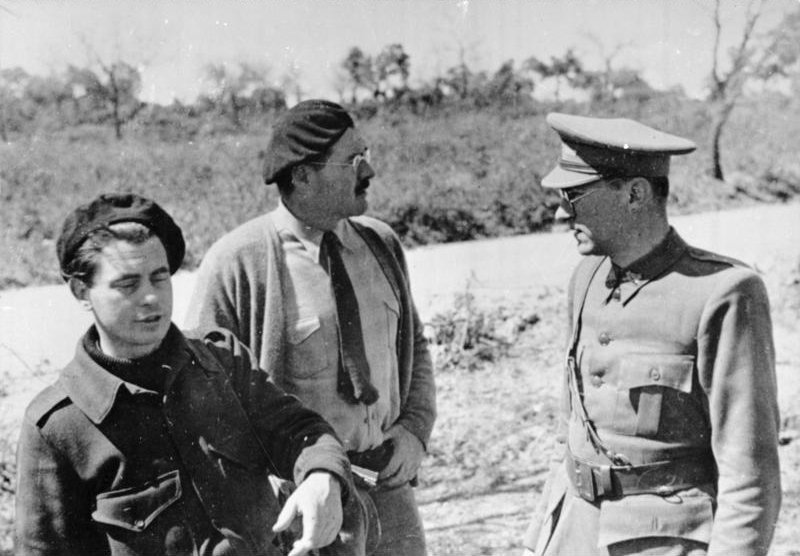
Ludwig Renn, entonces jefe de Estado Mayor de la XI Brigada, junto a Ernest Hemingway y Joris Ivens.

El 19 de agosto abandonó sus cuarteles y se dirigió al Frente de Aragón para intervenir en la Ofensiva republicana sobre Zaragoza. Cuatro días más tarde la Brigada, apoyada por tanques, rompió las líneas del frente en Mediana, aunque no tomó instantáneamente la población, que quedó en tierra de nadie. En esta acción murió Georg Elsner, el jefe del Batallón Thälmann. Tras una puntual actuación frente a Fuentes de Ebro, el 3 de noviembre Staimler fue reemplazado en el mando de la unidad por Heinrich Rau, disponiéndose a participar en una nueva ofensiva republicana, esta vez en Teruel. Entró en fuego el 29 de diciembre, defendiendo los accesos de Concud, pero el contraataque se saldó con un fracaso y con la retirada a las trincheras de la Masía del Chantre. Del 5 al 8 de enero de 1938 actuó en las inmediaciones de La Muela de Teruel, luchando desesperadamente por la posesión de tres cotas: las Cotas 1.011, 1.062 y 1.076, que cambiaron de manos en repetidas veces. A continuación, se dirigió al Alfambra y en el sector de Singra volvió a estar sometida a una cruenta lucha. Las bajas sufridas en estas dos etapas fueron enormes.
Al comenzar la ofensiva franquista en Aragón, el 9 de marzo, la unidad se hallaba posicionada frente a Codo. Precisamente por este punto se produjo la ruptura del frente republicano, que fue absoluta, y por ello la Brigada hubo de retirarse apuradamente hacia Albalate del Arzobispo y de aquí a la sierra del Vizcuerno, cerca de Caspe. La brigada estaba casi destrozada y continuó su repliegue por el sur del dispositivo defensivo, atrincherándose en los accesos de Favara. El hundimiento del resto de los sectores del frente hizo inútil su resistencia, y la unidad interbrigadista fue disgregada y desbordada por el enemigo. Sus restos se encaminaron a Cherta, donde cruzaron el Ebro y por fin se detuvo el avance franquista. El Thälmann había visto reducidos sus 450 hombres a solo unos 80. Entre las bajas estaba el comisario del batallón, Artur Becker, que fue hecho prisionero.

### Reorganización de la brigada
La brigada resultó tan quebrantada que fue imposible cubrir las bajas con voluntarios internacionales y se tuvo que recurrir a reclutas españoles, de forma que para la Ofensiva del Ebro la XI era una brigada española con algunos veteranos germánicos. Tras la retirada de Aragón, también hubo un nuevo cambio en la jefatura: Ferenc Münnich (Otto Flatter) sustituyó a Rau. Quedó encuadrada en el XV Cuerpo de Ejército.

### Batalla del Ebro
El 25 de julio la Brigada cruzó en silencio el Ebro frente a Ascó. Como parte de la 35.ª División e integrada en el XV Cuerpo de Ejército de Manuel Tagueña, la primera unidad que alcanzó la orilla izquierda del Ebro fue el Batallón Hans Beimler, cuyos jefes abrían la marcha al grito de: ¡Adelante, hijos de Negrín!. Tras ocupar la localidad, se dirigió a La Fatarella y continuó la penetración sin encontrar oposición hasta alcanzar el cementerio de Gandesa, pero fue aquí donde acabó su avance. Para conseguir asaltar Gandesa era necesario hacerse con el control del Puig de l'Àguila, y la XI Brigada, tras unos días en primera línea del frente establecido en la carretera de Pinell a Gandesa, fue lanzada al ataque el 16 de agosto. Relevó a la XV Brigada Internacional en un intento desesperado de avanzar, donde la brigada anglosajona ya se había desgastado fuertemente. No obstante, logró defender la sierra de Pandols desde estas posiciones hasta que los mandos franquistas desistieron de sus infructuosos ataques, trasladándose al valle de la Venta de Camposines. Aquí se encontraba la unidad cuando nuevamente tuvo que hacer frente a la acometida inicial del enemigo, pero no pudo resistir y tuvo que retirarse a la sierra de Cavalls, donde pudo fortificarse y aguantar nuevas embestidas en las siguientes semanas.
El 22 de septiembre, el gobierno republicano decidió la retirada de las Brigadas internacionales y pasó a ser denominada como la 11.ª Brigada Mixta, formada exclusivamente por españoles y mandada por el mayor de milicias Américo Brizuela Cuenca, con José Queraltó Fortuny de jefe de Estado Mayor y Antonio Ruiz como comisario. El 13 de noviembre, se hallaba en reserva y cubrió el flanco derecho de la retirada por la zona de Ribarroja, volviendo a cruzar el Ebro después de varios meses de encarnizados combates.

### Campaña de Cataluña
Durante la ofensiva franquista en Cataluña la brigada resultó destrozada en la zona de Granadella-Mayals. El 26 de enero, fue reconstituída por voluntarios alemanes y austríacos. Las últimas unidades partieron al exilio en febrero de 1939.
El órgano de difusión de la XI Brigada Internacional era "Pasaremos".

## Estructura y organización

### Mandos
Comandantes:
| Nombre                         | País     | Período                                       | Notas                                                    |
| ------------------------------ | -------- | --------------------------------------------- | -------------------------------------------------------- |
| Jean-Marie François            | Francia  | 22 de octubre - 31 de octubre de 1936         | Cede el mando a Kléber y pasa a Jefe de EM de la brigada |
| Manfred Stern (General Kléber) | Alemania | 1 de noviembre - 20 de noviembre de 1936      | Pasó a la jefatura de la División Kléber                 |
| Hans Kahle                     | Alemania | 20 de noviembre de 1936 - 31 de marzo de 1937 | Pasó a la jefatura de la 45 DI                           |
| Richard Staimer                | Alemania | 31 de marzo - 31 de diciembre de 1937         |                                                          |
| Heinrich Rau                   | Alemania | 1 de enero - marzo de 1938                    |                                                          |
| Gustav Szinda                  | Alemania | Marzo de 1938                                 | Antes también fue Jefe de Estado Mayor de la brigada     |
| Ferenc Münnich (Otto Flatter)  | Hungría  | Abril - agosto de 1938                        |                                                          |
| Ferdinand Kozovski (Petrov)    | Bulgaria | Agosto de 1938                                |                                                          |
| Américo Brizuela Cuenca        | España   | Octubre de 1938 - enero de 1939               |                                                          |

Jefes de Estado Mayor:
- Jean-Marie François (1 de noviembre - 25 de noviembre de 1936)
- Ludwig Renn (27 de noviembre de 1936 - junio de 1937) (abril de 1938 - 9 de febrero de 1939)
- Gustav Szinda (julio - septiembre de 1937)
- Heinrich Rau (octubre - 31 de diciembre de 1937) —Pasó a asumir el mando de la brigada.

### Relación de Batallones

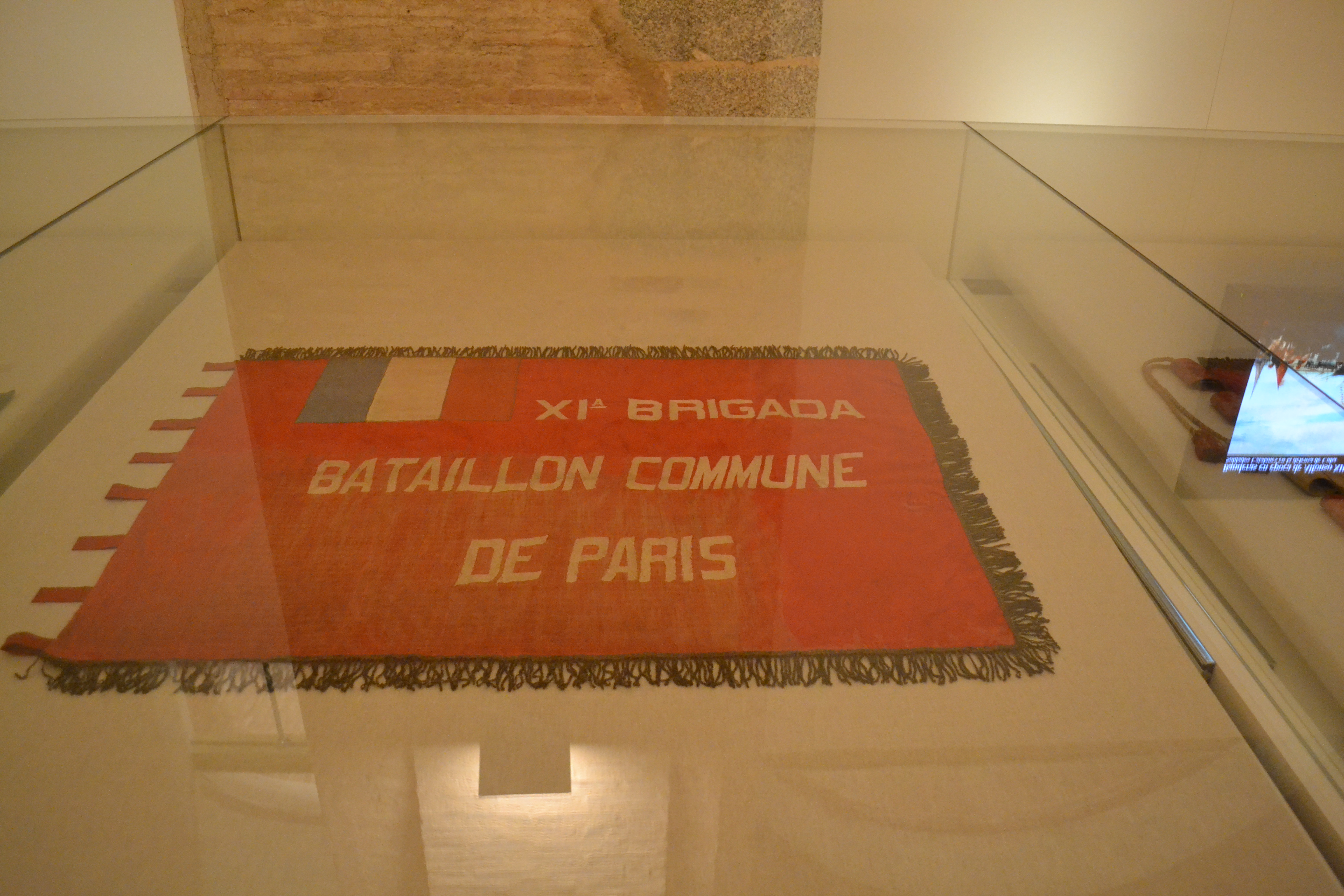
Estandarte del Batallón Comuna de París, conservado actualmente en el Museo del Ejército de Toledo (España). Obsérvese que el Estandarte es de la época en que el Batallón estaba adscrito a la XI Brigada.

Por la Brigada pasaron un gran número de batallones a lo largo de su existencia, en ocasiones procedentes de otras brigadas o reorganizados de nuevo:
- Batallón Comuna de París (Bataillon Commune de Paris) (franceses)
- Batallón Edgar André (alemanes, españoles)
- Batallón Garibaldi (italianos y suizos)
- Batallón Dombrowski (polacos, ucranianos y españoles)
- Batallón Asturias-Heredia (españoles)
- Batallón Thälmann (alemanes, escandinavos, españoles)
- Batallón 6 de Febrero (Six Février) (franco-belga)
- Batallón 12 de Febrero (austriacos y españoles)
- Batallón Dimitrov (balcánicos)
- Batallón Abraham Lincoln (estadounidenses y canadienses)
- Batallón Hans Beimler (alemanes, holandeses, españoles)